# تمثال جنكيز خان للفروسية

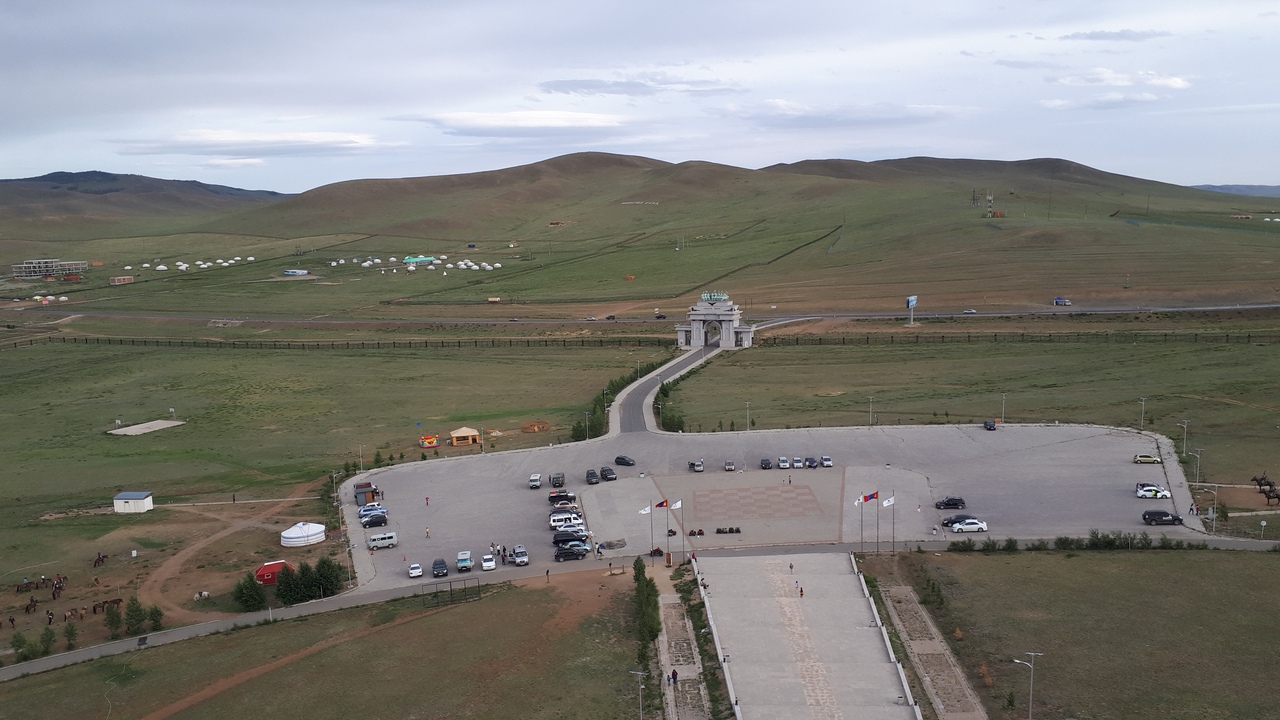
الطريق الرئيسي المؤدي إلى تمثال جنكيز خان للفروسية.

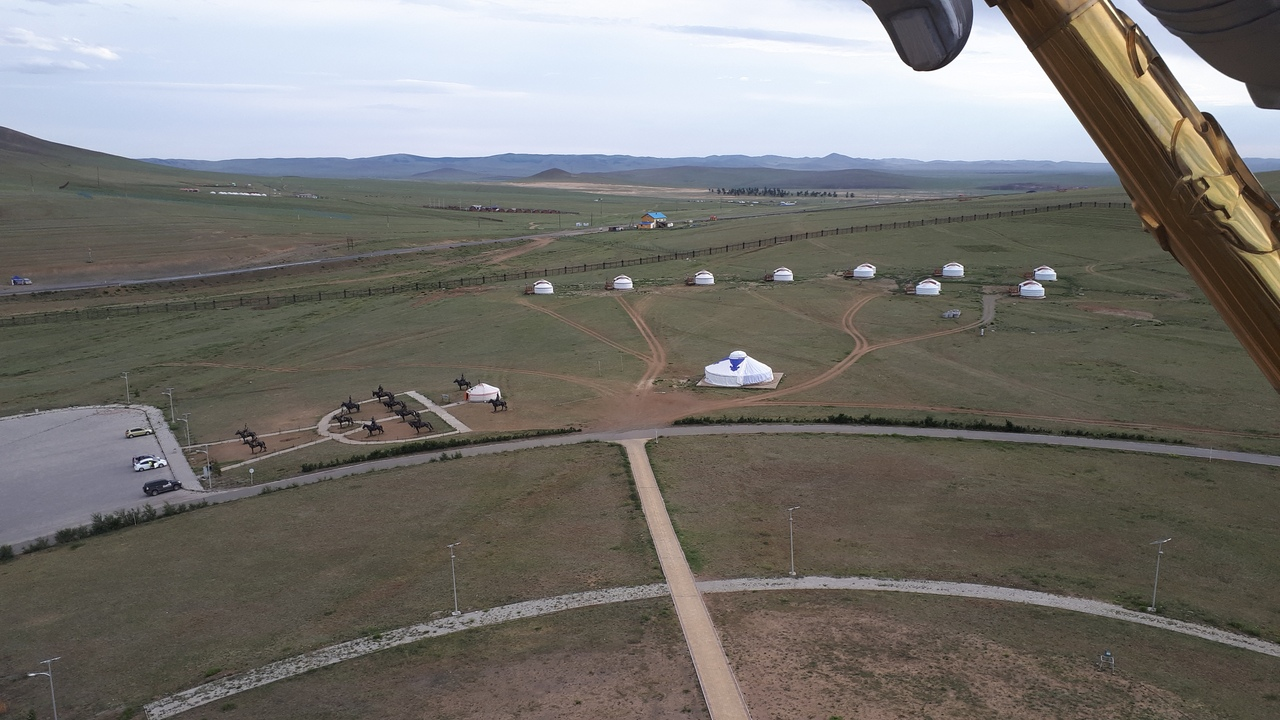
إطلالة من سطح المراقبة على المنتزه الترفيهي حيث يوجد تمثال جنكيز خان للفروسية.

تمثال جنكيز خان للفروسية (بالمنغولية:Чингис хааны морьт хөшөө)، هو جزء من مجمع جنكيز خان، مؤسس وإمبراطور الإمبراطورية المغولية، يقع على ضفاف نهر تول على بعد أربعة وخمسين كيلو مترا، شرق العاصمة المنغولية أولان باتور، ويبلغ طوله 131 قدما ووزنه 250 طنا من الفولاذ المقاوم للصدأ، ويحيط بأسفله 36 عمودا تمثل سلالة خان ابتداء بجنكيز خان ووصولا إلى ليجدان خان وهو آخر خان حكم المغول. تم تشييد تمثال جنكيز خان للفروسية في عام 2008، حيث صممه المهندس المعماري J. Enkhjargal، والنحات D. Erdenebileg. بلغت تكلفة الإنشاء 4.1 مليون دولار أمريكي، بتمويل من شركة (The Genco Tour Bureau) المنغولية.